# Esplanaden, Sundsvall

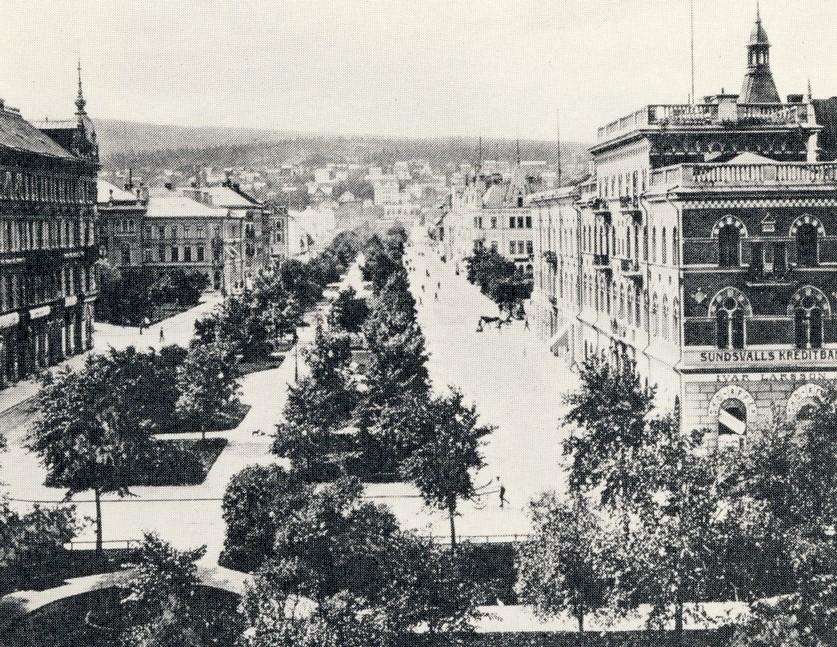
Esplanaden i Sundsvall 1890

Esplanaden är en gata och en promenadpark som sträcker sig genom Stenstan i Sundsvall i Sverige, från Sjögatan i norr till Bergsgatan i söder. I anslutning till Esplanaden ligger i väster Stora torget, i öster parken Vängåvan och i norr Sundsvalls busstation Navet.
Esplanaden anlades som en brandgata efter Sundsvallsbranden 1888.

## Byggnader och platser (urval)
- Röda Kvarn (numera riven)
- Sundsvalls Folkbanks hus
- Rahmska huset
- Kihlmanska huset
- Vängåvan
- Sundsvallsbankens hus
- Centralhotellet/Hoppets Härs hotell
- Blå huset
- Sundsvalls Sparbanks hus
- Sveabiografen
- Wikströmska huset
- Odd Fellows ordenshus
- Sundsvalls Teater
- Stackellska villan
- Lillgården